# Muhammad V
Muhammad V född 6 oktober 1969 i Istana Batu, Kota Bharu, Kelantan, var Malaysias statschef, Yang di-Pertuan Agong, mellan 13 december 2016 och 6 januari 2019, då han abdikerade. Han efterträdde Abdul Halim av Kedah som Yang di-Pertuan Agon. Sultan Muhammad V är den första Yang Di-Pertuan Agong som har abdikerat.